# RTÉ One
RTÉ One (en irlandès, RTÉ a hAon) és un canal de televisió de la República d'Irlanda, controlat per l'ens públic Raidió Teilifís Éireann. Va ser la primera televisió oberta al país, en començar les seves emissions en la Nit de cap d'any de 1961.
El canal està disponible en tota la República d'Irlanda a través del senyal analògic i digital, i també pot veure's en Irlanda del Nord a través del cable i satèl·lit.

## Història
Encara que Irlanda va ser una de les primeres zones a tenir ràdio, la implantació d'un sistema de televisió es va fer amb retard. El 1955 la televisió va arribar a l'illa, ja que a la zona de l'Ulster podien veure's BBC i Ulster Television. Pel fet que aquests canals també podien veure's a algunes zones de la República d'Irlanda, el Govern d'Éamon de Valera va decidir crear un canal de televisió pública nacional.
Les primeres emissions del primer canal -que va passar a dir-se Telefís Éireann- van començar el 31 de desembre de 1961, amb una creu de Brígida com a imatge identificativa de l'emissora, i el 1966 passa a dir-se RTÉ Television. El primer sistema emprat d'emissió va ser en blanc i negre a través del VHF en 405 línies, però un any després va adoptar l'UHF en 625 línies. El 1971, deu anys després de la seva creació, RTÉ comença les seves emissions en color amb la retransmissió del Festival d'Eurovisió de 1971.
El 1978 RTÉ deixa de ser l'única cadena present en la República d'Irlanda, amb la creació de RTÉ Two, per la qual cosa passa a dir-se RTÉ One. El primer canal va passar a ser la televisió generalista, mentre que la segona es va convertir en un canal alternatiu. A la fi de la dècada de 1990, RTÉ One va passar a emetre les 24 hores del dia quan va començar a oferir una programació matinal. El 1999, la televisió pública va perdre el monopoli amb la creació del canal privat TV3.
RTÉ One va començar a emetre en alta definició el 16 de desembre de 2013 a la Televisió digital terrestre a nivell nacional. El canal en definició estàndard (SD) va deixar d'emetre en la TDT el 2 d'abril de 2014 quedant només disponible en plataformes de pagament.

## Programació
RTÉ One funciona com el principal canal generalista de la televisió de la República d'Irlanda. La seva graella està basada en notícies, sèries, entreteniment i esdeveniments especials, i en la major part dels casos preval la producció irlandesa i britànica. El seu programa estrella és The Late Late Show, que porta emitint-se des de 1962.

## Organització

### Dirigents
Directors generals :
- Cathal Goan

Director de RTÉ Televisión :
- Noel Curran

Director d'informació :
- Ed Mulhall

### Capital
RTÉ One pertany en un 100% al radiodifusor estatal Raidió Teilifís Éireann. La major part dels seus beneficis provenen d'una tarifa audiovisual.